# Oberschönegg
Oberschönegg este o comună din landul Bavaria, Germania.

## Geografie
Oberschönegg se află aproximativ 20 km nord-est de Memmingen în regiunea Dunăre-Iller în Bavaria Superioară.

##### Extinderea municipiului
Municipalitatea este formată din districtele comunale Oberschönegg, Dietershofen, Babenhausen și Weinried.
1. ↑  Alle politisch selbständigen Gemeinden mit ausgewählten Merkmalen am 31.12.2018 (4. Quartal) (în germană), Statistisches Bundesamt[*], arhivat din original la 10 martie 2019, accesat în 10 martie 2019